# La Cabrera

La Cabrera est une comarca (région historique) située au sud-est de la province de León en Espagne. D'environ 900 km2, il s'agit d'une région montagneuse à cheval sur les Monts de Léon, les Monts Aquilianos et la Sierra Cabrera. Elle se compose de 5 communes : Puente de Domingo Florez, Benuza, Castrillo de Cabrera, Encinedo et Truchas. En 2007 sa population était de 4 227 habitants pour une densité de population de 5 hab/km2.

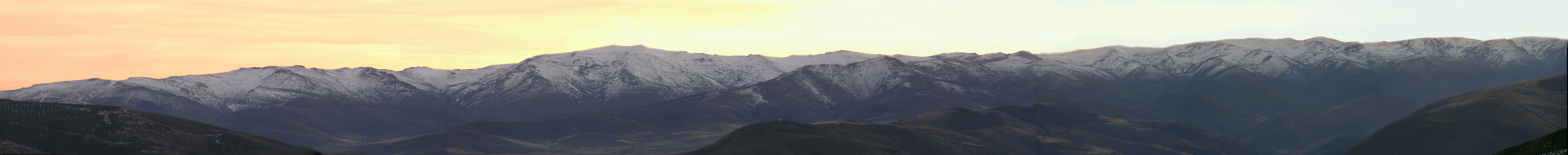
Montagnes de Cabreira

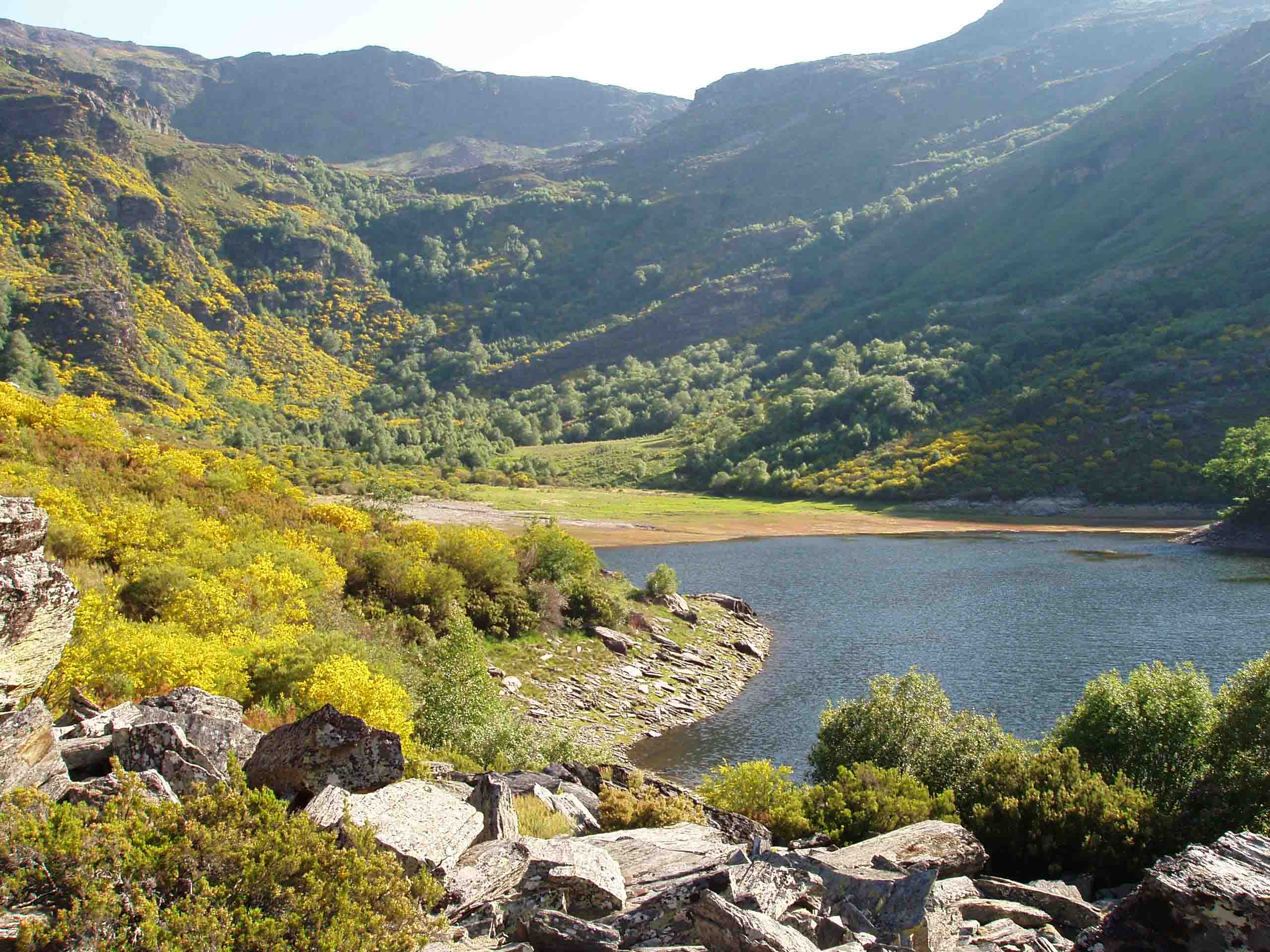
Lac de La Baña (Cabreira)
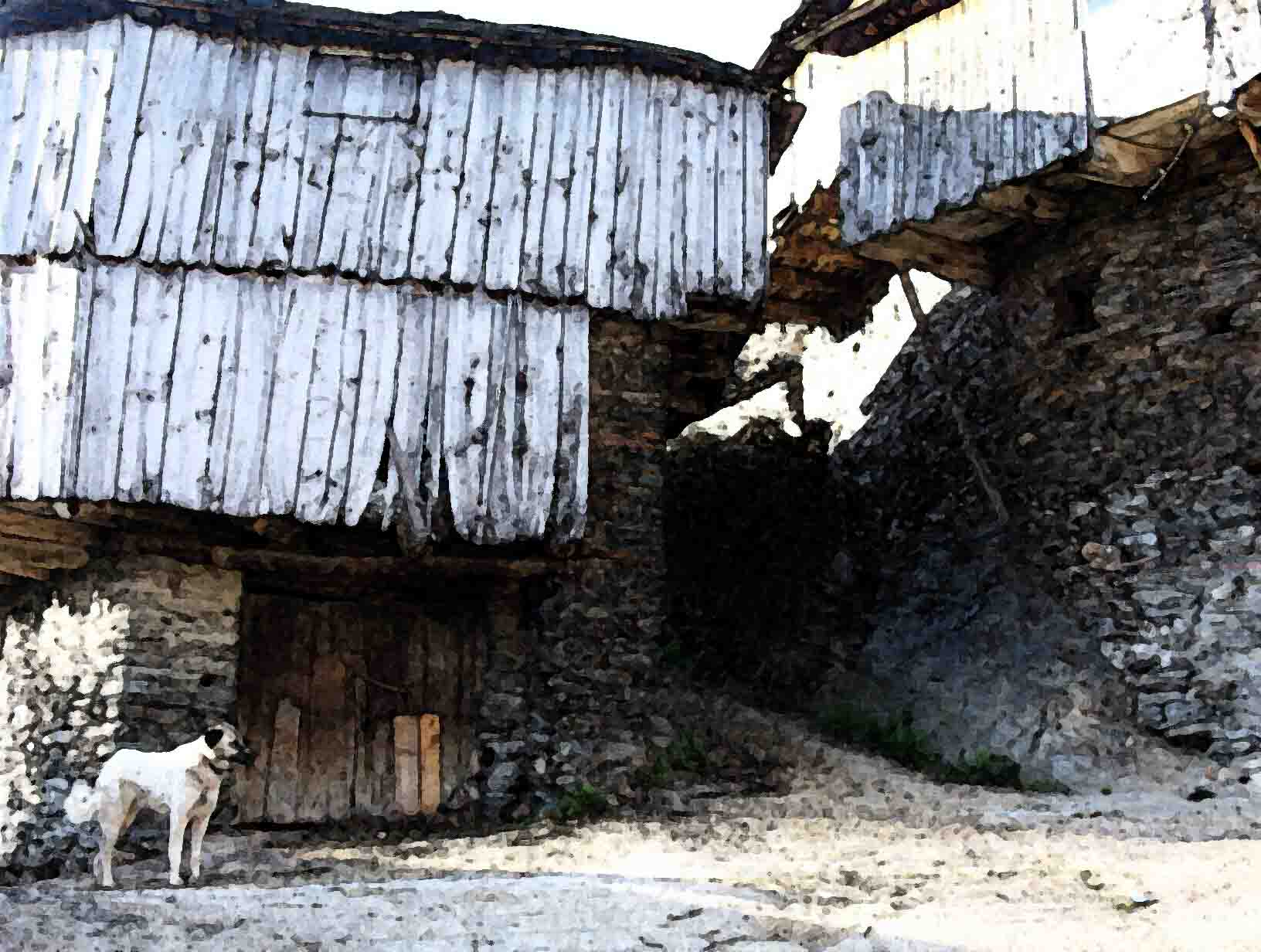
Forna (Cabreira)
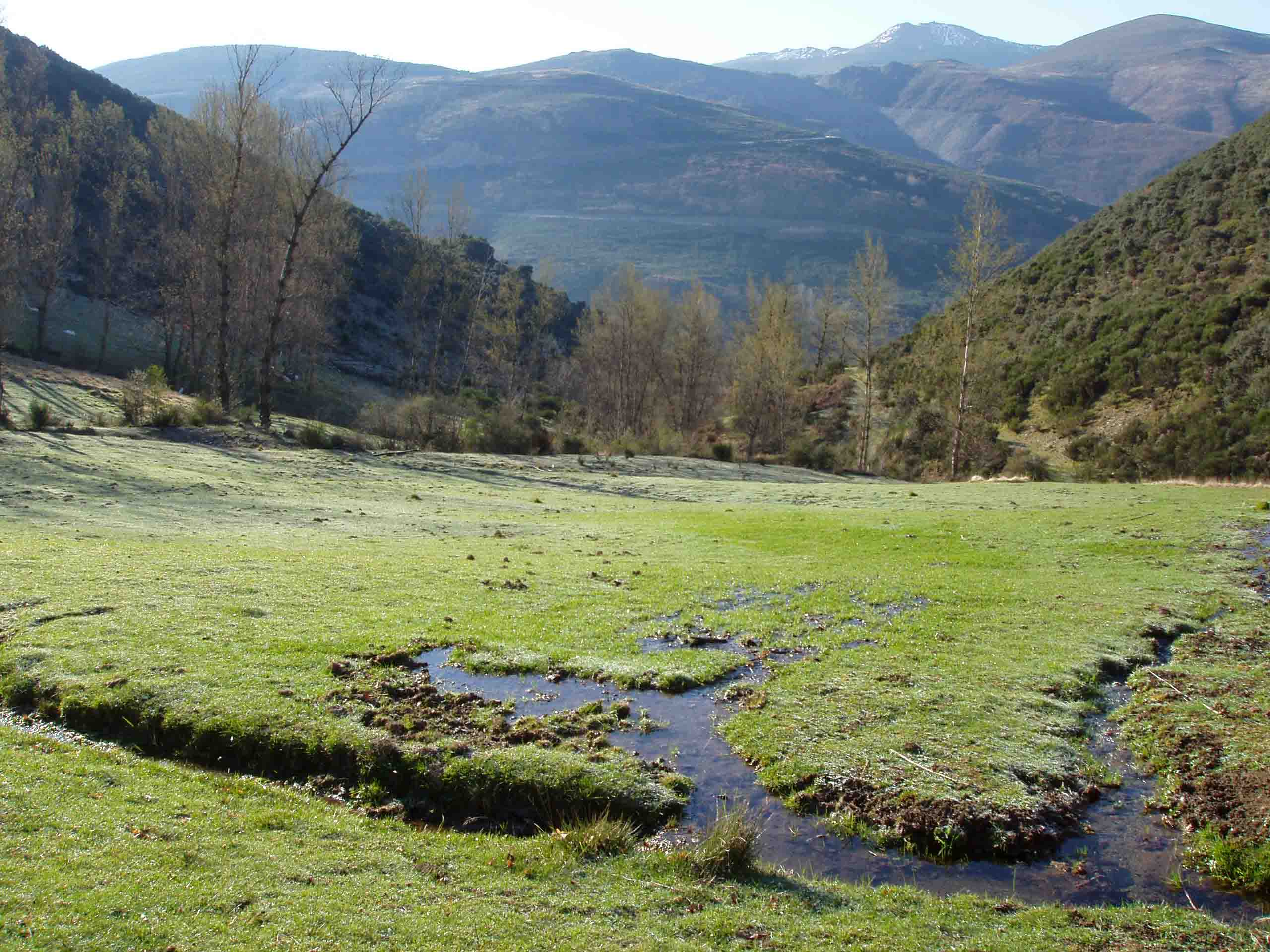
Vallée de Valdouteiru (Cabreira)